# Leon Kozłowski
Leon Tadeusz Kozłowski (Rembieszyce, 6 giugno 1892 – Berlino, 11 maggio 1944) è stato un archeologo e politico polacco.

## Biografia
Fu il primo ministro del governo polacco della Seconda Repubblica di Polonia dal 1934 al 1935.
Fu membro della Massoneria.